# شهرستان گرین (تنسی)
شهرستان گرین، تنسی (به انگلیسی: Greene County, Tennessee) یک سکونتگاه مسکونی در ایالات متحده آمریکا است که در تنسی واقع شده‌است.

## خصوصیات
شهرستان گرین ۱٬۶۱۶ کیلومترمربع مساحت دارد.